# Hylaea constricta
Hylaea constricta är en fjärilsart som beskrevs av Schnaider 1950. Hylaea constricta ingår i släktet Hylaea och familjen mätare. Inga underarter finns listade i Catalogue of Life.